# Shixing

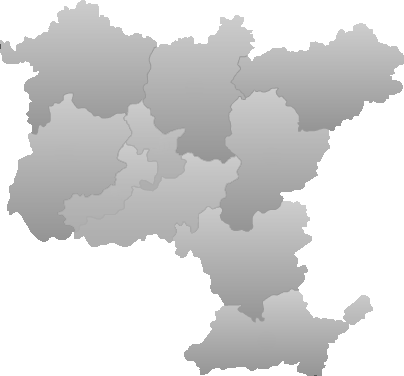
Lage des Kreises Shixing im Gebiet der bezirksfreien Stadt Shaoguan

Shixing (始兴县,  Shǐxīng Xiàn) ist ein Kreis der bezirksfreien Stadt Shaoguan im Norden der chinesischen Provinz Guangdong. Er hat eine Fläche von 2.132 km² und zählt 198.060 Einwohner (Stand: Zensus 2020). Sein Hauptort ist die Großgemeinde Taiping (太平镇).
Das umfriedete Hakka-Dorf Mantang (Mantang wei 满堂围)  der Familie von Guan Qianrong (官乾榮) steht seit 1996 auf der Liste der Denkmäler der Volksrepublik China (4-180). Es liegt in Aizi.

## Administrative Gliederung
Auf Gemeindeebene setzt sich der Kreis aus neun Großgemeinden und einer Nationalitätengemeinde zusammen. Diese sind:
| Großgemeinde Taiping (太平镇), Sitz der Kreisregierung; Großgemeinde Aizi (隘子镇); Großgemeinde Chengjiang (澄江镇); Großgemeinde Chengnan (城南镇); Großgemeinde Dungang (顿岗镇); | Großgemeinde Luoba (罗坝镇); Großgemeinde Mashi (马市镇); Großgemeinde Shensuo (沈所镇); Großgemeinde Siqian (司前镇); Gemeinde Shendushui der Yao-Nationalität (深渡水瑶族乡). |